# 铜店站
銅店站（：／ Dongjeom yeok */?）是位于韩国江原道太白市銅店洞的一座鐵路站，属于岭东线。

## 历史
- 1956年1月1日 - 落成使用[1]。

## 相鄰車站
韓國鐵道公社
嶺東線
石浦－銅店－銅岩